# Alexandrow (Familienname)
Alexandrow, Alexandrov oder Aleksandrov (kyrillisch Александров) oder Alexandrowa (weibliche Form) ist ein russischer und bulgarischer Familienname.

## Namensträger

### A
- Aleksandar Aleksandrov (* 1990), aserbaidschanischer Ruderer bulgarischer Herkunft
- Alexandar Alexandrow (Volleyballspieler) (* 1944), bulgarischer Volleyballspieler
- Alexandar Alexandrow (Kosmonaut) (* 1951), bulgarischer Kosmonaut
- Alexandar Alexandrow (Fußballspieler) (* 1975), bulgarischer Fußballspieler
- Alexandar Alexandrow (Boxer) (* 1984), bulgarischer Boxer
- Alexander Danilowitsch Alexandrow (1912–1999), sowjetischer Mathematiker, Philosoph und Alpinist
- Alexander Pawlowitsch Alexandrow (* 1943), sowjetischer Kosmonaut
- Alexander Petrowitsch Alexandrow (* 1960), sowjetischer Radrennfahrer
- Alexander Petrowitsch Alexandrow (Konteradmiral) (1900–1946), sowjetischer Konteradmiral
- Alexander Wassiljewitsch Alexandrow (1883–1946), russischer Komponist
- Alexei Alexandrowitsch Alexandrow (* 1933), sowjetischer bzw. russischer Wissenschaftler auf dem Gebiet der Thermodynamik
- Alexei Borissowitsch Alexandrow (* 1954), russischer Mathematiker
- Alexei Gennadjewitsch Alexandrow (* 1973), weißrussischer Schachspieler, siehe Aljaksej Aljaksandrau
- Alexei Iwanowitsch Alexandrow (* 1952), russischer Geschäftsmann und Politiker
- Anatoli Alexandrow (Boxer) (* 1967), kasachischer Boxer
- Anatoli Nikolajewitsch Alexandrow (1888–1982), russischer Komponist
- Anatoli Petrowitsch Alexandrow (1903–1994), russischer Physiker
- Andrei Aleksandrov (* 1990), estnischer Eishockeyspieler
- Andrei Michailowitsch Alexandrow (Deckname Agentow; 1918–1993), sowjetischer Diplomat und Politikberater
- Anna Alexandrowa (* 1929), sowjetische Leichtathletin
- Artemi Aleksandrov (* 2000), estnischer Eishockeyspieler

### B
- Boris Alexandrowitsch Alexandrow (1905–1994), russischer Komponist
- Boris Kapitonowitsch Alexandrow (1889–1973), sowjetischer Ingenieur
- Boris Wiktorowitsch Alexandrow (1955–2002), kasachischer Eishockeyspieler

### C
- Christo Alexandrow (* 1957), bulgarischer Ruderer

### D
- Daniel Alexandrow († 2010), russisch-orthodoxer Bischof
- Dessislawa Alexandrowa-Mladenowa (* 1975), bulgarische Leichtathletin
- Dmitri Alexandrov (* 1966), deutsch-russischer Synchronsprecher

### G
- Georgi Fjodorowitsch Alexandrow (1908–1961), sowjetischer Philosoph und Politiker
- Gergana Alexandrowa (* 1991), bulgarische Naturbahnrodlerin
- Grigori Wassiljewitsch Alexandrow (1903–1983), sowjetischer Filmregisseur und Drehbuchautor

### I
- Igor Sergejewitsch Alexandrow (* 1973), russischer Eishockeyspieler
- Iljan Wassiljew Alexandrow (* 1972), bulgarischer Turner
- Ina Reni Alexandrow, deutsch-bulgarische Singer-Songwriterin
- Iraida Wassiljewna Alexandrowa (* 1980), russische Läuferin
- Irina Alexandrowa (* 1994), kasachische Handballspielerin
- Iwa Alexandrowa (* 1994), bulgarische Leichtathletin
- Iwan Gawrilowitsch Alexandrow (1875–1936), sowjetischer Ingenieur

### J
- Jekaterina Jewgenjewna Alexandrowa (* 1994), russische Tennisspielerin
- Jelena Anatoljewna Alexandrowa, russische Eiskunstläuferin
- Jewgeni Borissowitsch Alexandrow (* 1936), russischer Physiker und Hochschullehrer
- Jewgeni Wiktorowitsch Alexandrow, (1917–2007), sowjetisch-russischer Architekt und Hochschullehrer
- Julia Iwanowna Alexandrowa (* 1979), russische Ruderin
- Juri Alexandrowitsch Alexandrow (* 1988), russischer Eishockeyspieler
- Juri Michailowitsch Alexandrow (1914–2001), russischer Komponist
- Juri Wassiljewitsch Alexandrow (1963–2013), sowjetisch-russischer Boxer

### K
- Kirill Sergejewitsch Alexandrow (1931–2010), sowjetischer Physiker
- Konstantin Alexandrow (Segler) (* 1920), sowjetischer Segler
- Konstantin Alexandrow (Ringer) (* 1969), kirgisischer Ringer

### L
- Larissa Alexandrowa (* 1957), sowjetische Ruderin, siehe Larisa Popova
- Liljana Ljubenowa Alexandrowa (* 1943), bulgarische Turnerin

### M
- Marina Andrejewna Alexandrowa (* 1982), russische Schauspielerin
- Michail Plamenow Alexandrow (* 1985), bulgarischer Schwimmer
- Mihail Alexandrow (* 1989), bulgarischer Fußballspieler

### N
- Nadeschda Walerjewna Alexandrowa (* 1986), russische Eishockeytorhüterin
- Natalia Jurjewana Alexandrowa (* 1984), belarussische Sportgymnastin
- Nemanja Aleksandrov (* 1987), serbischer Basketballspieler

### O
- Oleg Alexandrow, sowjetischer Weitspringer
- Oleg Alexejewitsch Alexandrow (* 1937), sowjetischer Ruderer
- Olga Alexandrova (* 1978), ukrainisch-spanische Schachspielerin
- Olga Sergejewna Alexandrowa (1847–1927), russische Philanthropin und Mäzenin

### P
- Pawel Alexandrowitsch Alexandrow (1866–1940), russischer Jurist und Ermittler
- Pawel Sergejewitsch Alexandrow (1896–1982), russischer Mathematiker
- Plamen Dontschew Alexandrow (* 1961), bulgarischer Schwimmer

### R
- Rumen Alexandrow (* 1960), bulgarischer Gewichtheber

### S
- Sergei Alexandrow (* 1978), kasachischer Eishockeyspieler
- Serghei Alexandrov (1965/1967), moldawischer Fußballspieler
- Stefan Alexandrow (* 1946), bulgarischer Boxer
- Stojan Alexandrow (1949–2020), bulgarischer Politiker und Bankier

### T
- Tatjana Borissowna Alexandrowa (1907–1987), russische Malerin
- Tatjana Nikolajewna Alexandrowa (* 1966), sowjetische bzw. russische Bergbauingenieurin und Hochschullehrerin
- Todor Aleksandrow (1881–1924), ein bulgarischer Wojwode und Widerstandskämpfer in Makedonien, Gründer der IMRO

### W
- Walentina Alexandrowa (* 1962), bulgarische Ruderin
- Weniamin Weniaminowitsch Alexandrow (1937–1991), russischer Eishockeyspieler
- Wiktor Alexandrow (* 1985), kasachischer Eishockeyspieler
- Wiktor Sergejewitsch Alexandrow (* 2002), russischer Fußballspieler
- Wladimir Alexandrow (Segler) (* 1945), sowjetischer Segler
- Wladimir Alexandrow (Biathlet), sowjetischer Biathlet
- Wladimir Petrowitsch Alexandrow (* 1958), sowjetischer Bobsportler
- Wladimir Walentinowitsch Alexandrow (* 1938), sowjetischer Physiker und Klimatologe